# Crocinis
Crocinis is een geslacht van vlinders van de familie eenstaartjes (Drepanidae).

## Soorten
- C. boboa Watson, 1965
- C. canescens Watson, 1965
- C. felina Watson, 1965
- C. fenestrata Butler, 1879
- C. imaitsoana Watson, 1965
- C. licina Watson, 1965
- C. prolixa Watson, 1965
- C. spicata Watson, 1965
- C. tetrathyra (Mabille, 1900)
- C. viettei Watson, 1965